# Vancouver International Jazz Festival
Il Vancouver International Jazz Festival è un evento annuale estivo a Vancouver, Columbia Britannica, Canada.

## Storia
Il festival è nato da una scena jazz locale incentrata sulla Vancouver Co-op Radio (CFRO-FM), una stazione radio comunitaria, nei primi anni 1980. La Pacific Jazz and Blues Association è stata fondata nel 1984 e ha ospitato il Pacific Jazz and Blues Festival, che ha presentato artisti jazz e blues regionali oltre ad alcuni musicisti jazz internazionali. Nel 1986 il gruppo cambiò nome in Coastal Jazz and Blues Society, ottenne una sponsorizzazione aziendale e collaborò con l'Expo 1986 per produrre il primo Vancouver International Jazz Festival annuale. Il festival inaugurale comprendeva esibizioni di Miles Davis, Wynton Marsalis, Bobby McFerrin, Tito Puente, Tony Williams, Albert Collins e John Mayall and the Bluesbreakers. Anche molti artisti jazz di Vancouver si sono esibiti al festival, tra cui Brad Turner, Jodi Proznick, Laila Biali, John Stetch, Cory Weeds, Vince Mai, Bill Coon, Oliver Gannon, Daniel Hersog, Steve Kaldestad e Alan Matheson.
Da allora il festival jazz si è tenuto ogni anno, diventando il più grande festival della Columbia Britannica. Oltre 1.000 volontari contribuiscono alla realizzazione dell'evento, che include spettacoli in parchi, centri sociali, sale da concerto, club, piazze pubbliche e nelle strade di vari quartieri. In totale, il festival comprende 400 spettacoli individuali, di cui 130 concerti gratuiti, e attira 460.000 persone ogni anno.

## Sounds of Youth Stage
Durante il festival annuale, il palco Sounds of Youth presenta big band provenienti da scuole superiori locali tra cui la Semiahmoo Secondary School, la St. Thomas Aquinas Regional Secondary School, la St. Thomas More Collegiate e la Langley Fine Arts School.

## Formazioni passate

### 2019 - 2020
- Melissa Aldana
- Jacob Collier
- Hiromi Uehara
- Jazzmeia Horn
- Brad Turner
- Herbie Hancock
- The Roots
- Wu-Tang Clan
- Laila Biali
- Too Many Zooz
- John Stetch

### 2018 - 2019
- Donny McCaslin
- Brad Turner
- Julian Lage
- Kamasi Washington
- Cherry Glazerr
- Ghost-Note
- Nels Cline
- Dirty Projectors